# 严安之
严安之，唐朝官员。
唐玄宗开元十八年（730年）严安之担任河南县县丞，喜欢抽打囚犯打完后不让起来，等到肿胀郁结时，再重重的打，血流遍地，痛苦欲死，他却眉开眼笑，和他之前的酷吏王钧相似。开元二十三年（735年）正月十八日，都城大酺三日。玄宗登五凤楼酺宴，观看的人喧哗，无法奏乐，金吾军士挥动棍棒击打，无法阻止；玄宗于是不高兴。高力士奏请河南县丞严安之为官严厉，为百姓所畏惧，请派他负责；玄宗同意了。严安之抵达后，用手板绕场画地为线，说：“越过这条线的，处死！”于是坚持了三天，人们指着他画的线互相警告，没有敢越过的。